# Le Chapeau à surprises
 (juillet 2025).
Pour plus de détails, voir Fiche technique et Distribution.
Le Chapeau à surprises est un court métrage français réalisé par Georges Méliès, sorti en 1901, au début du cinéma muet.

## Fiche technique
- Titre :  Le Chapeau à surprises
- Réalisation : Georges Méliès
- Pays d'origine : France
- Format : Noir et blanc, muet
- Genre : Fantastique
- Durée : 3 minutes
- Société de production : Star Film